# Air Kasai
Air Kasai es una aerolínea con base en Kinshasa, República Democrática del Congo. Efectúa vuelos chárter dentro de África. Su base principal es el Aeropuerto N'Dolo, Kinshasa.
La aerolínea se encuentra en la Lista negra de compañías aéreas de la Unión Europea por cuestiones de seguridad.

## Historia
La aerolínea fue fundada en 1983 y fue anteriormente conocida como TAC - Transporte Aéreo del Congo y TAZ - Transporte Aéreo de Zaire. Es una compañía de propietarios suecos. En marzo de 2006 Air Kasai recibe la prohibición de operar en toda la Unión Europea, además de Noruega y Suiza.

## Flota
La flota de Air Kasai incluye los siguientes aviones (en abril de 2014):
- 1 Antonov An-26
- 1 Antonov An-2
- 1 Boeing 737-230
- 1 Let L-410 Turbolet

## Incidentes y accidentes
El 9 de septiembre de 2005 un Antonov An-26B se estrelló en DRC cerca de
Brazzaville.